# Костенец зонтичный
Костене́ц зо́нтичный (лат. Holósteum umbellátum ) — вид растений рода Костенец (Holosteum) семейства Гвоздичные (Caryophyllaceae).

## Название
Происхождение родового названия см. в статье о роде Костенец. Видовое название лат. umbellátum — «зонтичный», от umbélla — «зонтик», дано растению по форме соцветия, внешне напоминающему зонтик.

## Ботаническое описание
Однолетник с тонким корнем, светло-зелёный или сизоватый, в верхней части более или менее опушённый железистыми волосками.
Стебли 5—20 см высотой, прямостоячие, простые или от основания ветвящиеся с розеткой прикорневых листьев.
Листья 1—4 см длиной, 0,2—0,6 см шириной, ланцетные, широколанцетные или продолговатые, на верхушке острые или туповатые; нижние отянуты в короткий черешок, верхние сидячие.
Соцветие зонтиковидное. Цветки обоеполые, до 10—12 шт., на цветоножках. Прицветники 0,8—1 мм длиной, треугольно-яйцевидные, тупые, травянистые, с белоплёнчатой каймой, голые. Цветоножки неравные, 5—30 мм длиной, в основании слегка утолщённые, голые, выше железисто опушённые. Чашелистики в числе 5, 3—5 мм длиной, ланцетные, на верхушке острые или туповатые, по спинке травянистые с одной более или менее сильно выделяющейся жилкой, не доходящей до верхушки, с белоплёнчатой каймой, голые или в основании железисто опушённые. Лепестки в числе 5, розоватые или белые, продолговатые или обратноланцетные, на верхушке двух- трёхзубчатые, равны чашелистикам или слегка их превышают. Тычинок (1)2—3(5), столбиков — 3.
Плод — коробочка, вверх торчащая на цветоножке, продолговатая, в полтора раза превышающая чашечку, раскрывающаяся шестью наружу заворачивающимися зубцами. Семена 0,9—1 мм в диаметре, сжатые с боков, снизу килеватые, по спинке бороздчатые, мелко-тупобугорчатые, коричневые.
В средней полосе России цветёт и плодоносит в мае — августе.

## Географическое распространение и экология
Общее распространение: Европа, Средиземноморье, Балкано-Малоазийский район, Кавказ, Иран, Индо-Гималайский район, Средняя Азия, Джунгария-Кашгар.
В средней полосе Европейской части России встречается по песчаным местам, на мелкозёме, каменистых участках в южных областях: Белгородской, Воронежской, Саратовской; заносное в Московской области.

## Хозяйственное значение
Засоряет иногда посевы, но не имеет значения злостного сорняка.
Содержит тритерпеновые сапонины и флавоноиды. Листья обладают ранозаживляющими свойствами

## Таксономия и внутривидовая систематика
Костенец зонтичный (Holosteum umbellatum) описан К. Линнеем в 1753 году в Species Plantarum из Европы (Германия и Франция) («Habitat in Germaniae, Galliae arvis») (1753, Sp.Pl. :88; id. 1754. Gen. Pl., 5 : 39).

Лектотип (Jonsell Jarvis. 1993): «Herb. Linn., sheet „4 umbellatum“ in Herb. Bergius. lower specimen» (SBT).

### Синонимы
- Alsine umbellata Lam.
- Arenaria umbellata Clairv.
- Cerastium murale Salisb.
- Cerastium umbellatum Crantz
- Holosteum syvaschicum Kleopow
- Holosteum umbellatum var. oligandrum Fenzl
- Holosteum umbellatum var. umbellatum
- Holosteum umbellatum subsp. umbellatum

### Подвиды
Во Флоре Восточной Европы приведено четыре подвида костенца зонтичного:
- Holosteum umbellatum subsp. umbellatum
- Holosteum umbellatum subsp. klopotovii Tzvel. nom. nov. — Костенец Клопотова
- Holosteum umbellatum subsp. syvaschicum (Kleop.) Tzvel. — Костенец сивашский
- Holosteum umbellatum subsp. subglutinosum (Klok.) Tzvel. — Костенец клейковатый